# Championnat d'Australie de football 2014-2015
Navigation
Édition précédente Édition suivante
La saison 2014-2015 de A-League est la  trente-neuvième édition du Championnat d'Australie de football, la dixième sous cette appellation. Le premier niveau du football australien oppose cette année 10 franchises (neuf australiennes et une néo-zélandaise) en série de vingt-sept rencontres jouées d'août 2014 à avril 2015. À la fin de cette première phase, les six premiers du classement disputent les Finals series pour remporter le titre.

## Les 10 clubs participants
| \| Adelaide United Brisbane Roar Central Coast Mariners Melbourne City Melbourne Victory Newcastle Jets Perth Glory Sydney FC WS Wanderers \| Les neuf clubs australiens de l'édition 2014-2015. |
| Adelaide United Brisbane Roar Central Coast Mariners Melbourne City Melbourne Victory Newcastle Jets Perth Glory Sydney FC WS Wanderers                                                          |

| Club                          | Ville      | État                   | Entraîneur        | Stade                   | Capacité |
| ----------------------------- | ---------- | ---------------------- | ----------------- | ----------------------- | -------- |
| Adélaïde United Football Club | Adélaïde   | Australie-Méridionale  | Josep Gombau      | Hindmarsh Stadium       | 17 000   |
| Brisbane Roar FC              | Brisbane   | Queensland             | Mike Mulvey       | Suncorp Stadium         | 52 000   |
| Central Coast Mariners FC     | Gosford    | Nouvelle-Galles du Sud | Graham Arnold     | Central Coast Stadium   | 20 000   |
| Melbourne Heart               | Melbourne  | Victoria               | John van 't Schip | AAMI Park               | 31 000   |
| Melbourne Victory             | Melbourne  | Victoria               | Kevin Muscat      | Etihad Stadium          | 31 000   |
| Newcastle United Jets FC      | Newcastle  | Nouvelle-Galles du Sud | Phil Stubbins     | EnergyAustralia Stadium | 26 000   |
| Perth Glory                   | Perth      | Australie-Occidentale  | Alistair Edwards  | NIB Stadium             | 20 000   |
| Sydney FC                     | Sydney     | Nouvelle-Galles du Sud | Frank Farina      | Sydney Football Stadium | 45 000   |
| Wellington Phoenix            | Wellington | Nouvelle-Zélande       | Chris Greenacre   | Westpac Stadium         | 36 000   |
| Western Sydney Wanderers FC   | Sydney     | Nouvelle-Galles du Sud | Tony Popović      | Parramatta Stadium      | 21 000   |

## Déroulement de la saison

### Phase régulière
Ce sont les résultats en phase régulière et non en play-offs qui déterminent les places qualificatives en coupes continentales.

#### Classement général et résultats

##### Classement
Les équipes sont classées selon leur nombre de points, lesquels sont répartis comme suite : trois points pour une victoire, un point pour un match nul, zéro point pour une défaite et zéro point en cas de forfait. Pour départager les égalités, les critères suivants sont utilisés
1. Différence de buts générale
2. Nombre de buts marqués
3. Faces-à-faces
4. Différence de buts lors des faces-à-faces
5. Tirage au sort

| Rang | Équipe                   | Pts | J  | G  | N | P  | Bp | Bc | Diff |
| ---- | ------------------------ | --- | -- | -- | - | -- | -- | -- | ---- |
| 1    | Melbourne Victory        | 53  | 27 | 15 | 8 | 4  | 56 | 31 | +25  |
| 2    | Sydney FC                | 50  | 27 | 14 | 8 | 5  | 52 | 35 | +17  |
| 3    | Perth Glory              | 50  | 27 | 14 | 8 | 5  | 45 | 35 | +10  |
| 4    | Adelaide United          | 46  | 27 | 14 | 4 | 9  | 47 | 32 | +15  |
| 5    | Wellington Phoenix       | 46  | 27 | 14 | 4 | 9  | 45 | 35 | +10  |
| 6    | Melbourne City           | 35  | 27 | 9  | 8 | 10 | 36 | 41 | -5   |
| 7    | Brisbane Roar T          | 34  | 27 | 10 | 4 | 13 | 42 | 43 | -1   |
| 8    | Central Coast Mariners   | 23  | 27 | 5  | 8 | 14 | 26 | 50 | -24  |
| 9    | Western Sydney Wanderers | 18  | 27 | 3  | 6 | 17 | 29 | 44 | -15  |
| 10   | Newcastle Jets           | 17  | 27 | 4  | 8 | 16 | 23 | 55 | -32  |

Promotions et relégations
- Qualification pour la Ligue des champions de l'AFC 2016 et pour la phase finale
- Qualification pour le tour préliminaire de la Ligue des champions de l'AFC 2016 et pour la phase finale
- Qualification pour la phase finale

Abréviations
- T : Tenant du titre

##### Résultats
Le tableau suivant récapitule les résultats des trois phases du championnat régulier :
| Résultats (▼dom., ►ext.)                                   | ADE | BRI | CCM | MCY | MVC | NEW | PER | SYD | WEL | WSW | ADE | BRI | CCM | MCY | MVC | NEW | PER | SYD | WEL | WSW |
| Adélaïde United                                            |     | 0-1 | 2-1 | 4-1 | 1-1 | 7-0 | 2-0 | 0-0 | 2-1 | 2-0 |     | 2-3 |     |     | 2-2 |     | 1-1 |     | 1-3 | 2-1 |
| Brisbane Roar                                              | 1-2 |     | 6-1 | 1-3 | 1-2 | 2-1 | 1-1 | 0-2 | 3-2 | 1-0 |     |     |     |     | 0-1 |     |     | 0-0 | 1-2 | 1-4 |
| Central Coast Mariners                                     | 0-2 | 3-3 |     | 2-0 | 0-3 | 1-0 | 0-1 | 1-5 | 1-2 | 1-0 | 2-1 | 0-2 |     | 1-0 |     |     | 1-1 |     |     |     |
| Melbourne City                                             | 1-2 | 1-0 | 2-2 |     | 1-0 | 1-1 | 1-1 | 1-2 | 0-0 | 2-1 | 3-1 | 1-0 |     |     |     | 4-0 | 0-0 |     |     |     |
| Melbourne Victory                                          | 3-2 | 1-0 | 2-1 | 5-2 |     | 1-0 | 1-2 | 3-3 | 2-0 | 4-1 |     |     | 3-1 | 3-0 |     | 0-1 | 1-1 |     | 2-3 |     |
| Newcastle Jets                                             | 2-1 | 0-4 | 1-1 | 2-5 | 2-2 |     | 0-2 | 0-1 | 1-3 | 1-1 | 0-1 | 1-2 | 0-0 |     |     |     |     | 3-4 |     |     |
| Perth Glory                                                | 1-2 | 3-2 | 4-1 | 3-1 | 3-3 | 2-1 |     | 1-3 | 2-1 | 2-1 |     | 2-2 |     |     |     | 2-0 |     | 0-3 | 1-2 | 3-2 |
| Sydney FC                                                  | 0-3 | 5-4 | 2-0 | 1-1 | 0-0 | 0-0 | 1-2 |     | 0-2 | 3-2 | 0-1 |     | 4-2 | 0-1 | 3-3 |     |     |     |     |     |
| Wellington Phoenix                                         | 2-0 | 3-0 | 1-1 | 5-1 | 0-3 | 4-1 | 1-2 | 0-3 |     | 1-0 |     |     | 3-2 | 0-0 |     | 2-2 |     | 1-2 |     | 1-0 |
| Western Sydney WFC                                         | 2-1 | 0-1 | 0-0 | 3-2 | 1-2 | 1-1 | 1-2 | 1-1 | 2-0 |     |     |     | 0-0 | 1-1 | 0-3 | 1-2 |     | 3-4 |     |     |
| - Victoire à domicile - Match nul - Victoire à l'extérieur |     |     |     |     |     |     |     |     |     |     |     |     |     |     |     |     |     |     |     |     |

### Phase finale
|  | Quarts de finale  | Quarts de finale |                    |   | Demi-finales      | Demi-finales |  |  | Finale | Finale |
|  | Quarts de finale  | Quarts de finale |                    |   | Demi-finales      | Demi-finales |  |  | Finale | Finale |
|  |                   |                  |                    |   |                   |              |  |  |        |        |
|  |                   |                  |                    |   |                   |              |  |  |        |        |
|  |                   |                  |                    |   |                   |              |  |  |        |        |
|  | Melbourne Victory | 3                |                    |   |                   |              |  |  |        |        |
|  | Melbourne Victory | 3                | Wellington Phoenix | 0 |                   |              |  |  |        |        |
|  | Melbourne City    | 0                | Wellington Phoenix | 0 |                   |              |  |  |        |        |
|  | Melbourne City    | 0                | Melbourne City     | 2 |                   |              |  |  |        |        |
|  |                   |                  | Melbourne City     | 2 | Melbourne Victory | 3            |  |  |        |        |
|  |                   |                  |                    |   | Melbourne Victory | 3            |  |  |        |        |
|  |                   | Sydney FC        | 0                  |   |                   |              |  |  |        |        |
|  | Brisbane Roar     | Sydney FC        | 0                  | 1 |                   |              |  |  |        |        |
|  | Brisbane Roar     | Sydney FC        | 4                  | 1 |                   |              |  |  |        |        |
|  | Adelaide United   | Sydney FC        | 4                  | 2 |                   |              |  |  |        |        |
|  | Adelaide United   | Adelaide United  | 1                  | 2 |                   |              |  |  |        |        |
|  |                   | Adelaide United  | 1                  |   |                   |              |  |  |        |        |

## Statistiques

### Classement des buteurs
Avec 21 buts, le Sénégalais Pape Sané, attaquant du FC Bourg-Péronnas, est meilleur buteur du championnat. À égalité de buts, Kévin Lefaix se classe second.
Le tableau suivant liste les joueurs selon le classement des buteurs :
| Rang | Joueur          | Club               | Buts |
| ---- | --------------- | ------------------ | ---- |
| 1    | Marc Janko      | Sydney FC          | 16   |
| 2    | Besart Berisha  | Melbourne Victory  | 15   |
| 3    | Nathan Burns    | Wellington Phoenix | 13   |
| 4    | Andy Keogh      | Perth Glory        | 12   |
| 5    | Archie Thompson | Melbourne Victory  | 11   |